# Andreas Katsulas
Andrew „Andreas“ Katsulas (18. května 1946 St. Louis, Missouri – 13. února 2006 Los Angeles, Kalifornie) byl americký herec řeckého původu.

## Životopis
V oblasti herectví se pohyboval již od svých čtyř let, kdy jej matka přivedla do místního komunitního divadla. Studoval divadelní umění na Saint Louis University, získal titul bakalář umění v oboru divadlo na Indiana University Bloomington. V letech 1971–1986 působil v mezinárodním divadelním spolku Petera Brooka. Roku 1986 se přestěhoval do Los Angeles a začal spolupracovat s hollywoodskými studii. Z celovečerních snímků hrál např. v komedii Západ slunce (1988) či thrilleru Uprchlík (1993). Hostoval v různých seriálech (Jake a Tlusťoch, Diagnóza vražda, To je vražda, napsala, Policie New York). V seriálu Star Trek: Nová generace ztvárnil romulanského komandéra Tomalaka (epizody „Nepřítel“, „Přeběhlík“, „Futurum Imperfektum“ a „Všechno dobré...“; 1989–1994), v epizodě „Spolurodič“ (2003) seriálu Star Trek: Enterprise hrál vissianského kapitána Drennika. Jeho největší televizní rolí byl velvyslanec G'Kar, kterého hrál v pilotním filmu Babylon 5: Vesmírný sumit (1993), celém seriálu Babylon 5 (1994–1998) a navazujících televizních filmech Babylon 5: Na počátku (1998) a Babylon 5: Legenda o strážcích (2002).
Byl silným kuřákem, zemřel ve věku 59 let na rakovinu plic.